# Jenny James
Jenny James, född 3 september 1968, är en brittisk orienterare som tog EM-brons i stafett 2000.